# Земля леопарда
«Земля́ леопа́рда» — национальный парк в Приморском крае Российской Федерации, созданный 5 апреля 2012 года с целью сохранить и восстановить популяцию дальневосточного леопарда, численность которого в России составляет сейчас всего 129 особей. На сегодняшний день более половины из них живёт в парке «Земле леопарда». Кроме того, здесь обитает и другая кошка, занесённая в Красную книгу — амурский тигр.
В состав национального парка «Земля леопарда» при создании вошли заказник «Леопардовый» а также прилегающие земли Хасанского и Надеждинского районов, Уссурийского городского округа и Владивостока. 3 декабря 2019 года территория парка была расширена за счёт 6928,28 га территории Хасанского района (полуостров Гамова), прилегающей к Дальневосточному морскому заповеднику, и достигла 268797,12 га.

## Расположение
Национальный парк «Земля леопарда» находится в Приморском крае в Хасанском и Надеждинском районах и в Уссурийском городском округе и Владивостокском городском округе. Его территория простирается от побережья Амурского залива Японского моря до российско-китайской границы в меридиональном направлении, и от южных границ заказника «Полтавский» в Уссурийском районе до точки государственной границы РФ на русле реки Туманная. Территория парка, как и Хасанского района, где расположена большая его часть, вытянута с севера на юг. Расстояние от северной до южной точки составляет приблизительно 150 км. Западная граница парка на всём своём протяжении совпадает с государственной границей России с КНР, восточная граница частично проходит вблизи железной дороги Раздольное-Хасан, выходя к берегу Амурского залива на участке от бухты Мелководная до района станции Приморская.

## Растительный и животный мир
Территория «Земли леопарда» является существенной частью Амурского экорегиона — смешанных лесов Маньчжурии (современные Приамурье и Приморье). Это единственный, кроме Кавказа, регион России, не затронутый последним оледенением, что способствовало сохранению богатого разнообразия флоры и фауны. Именно благодаря этому здесь по сей день произрастают древние реликтовые растения, а также обитают представители тропической фауны. На территории национального парка описано 54 вида млекопитающих, 184 вида птиц, 7 видов амфибий, 8 видов рептилий, 12 видов рыб, 940 видов сосудистых растений, 283 вида пресноводных водорослей, 251 вид лишайников, 179 видов мхов и 1914 видов грибов.
На территории национального парка отмечены виды, охрана которых имеет международное значение, виды-индикаторы, чьи местообитания находятся под угрозой, а также редкие и исчезающие виды. В настоящее время порядка 40 редких и исчезающих видов требуют принятия срочных мер по их сохранению, 10 из них отнесены к первой категории защиты, принятой в КНР, и 23 находятся под охраной согласно российскому законодательству. Помимо амурских тигров и дальневосточных леопардов в этих местах встречаются такие виды, как уссурийский белогрудый медведь, японский бурый медведь, копытные (маньчжурский пятнистый олень, кабарга, сибирская косуля,лось, горал и кабан), а также обыкновенная рысь, амурский лесной кот, обыкновенная лисица, азиатский барсук, росомаха, амурский ёж, енотовидная собака, колонок, выдра, землеройки, обыкновенная кутора и летучие мыши, маньчжурский заяц, обыкновенная белка, ласка, горностай, соболь,уссурийская куница, американская норка, азиатский бурундук, 7 видов амфибий и 12 видов рептилий. В 2022 году в заповеднике впервые с 70-х годов заметили волка, что само по себе уникальное событие, поскольку волк в данном месте является пищевым конкурентом обитающим здесь тиграм и леопардам.

## Работа национального парка

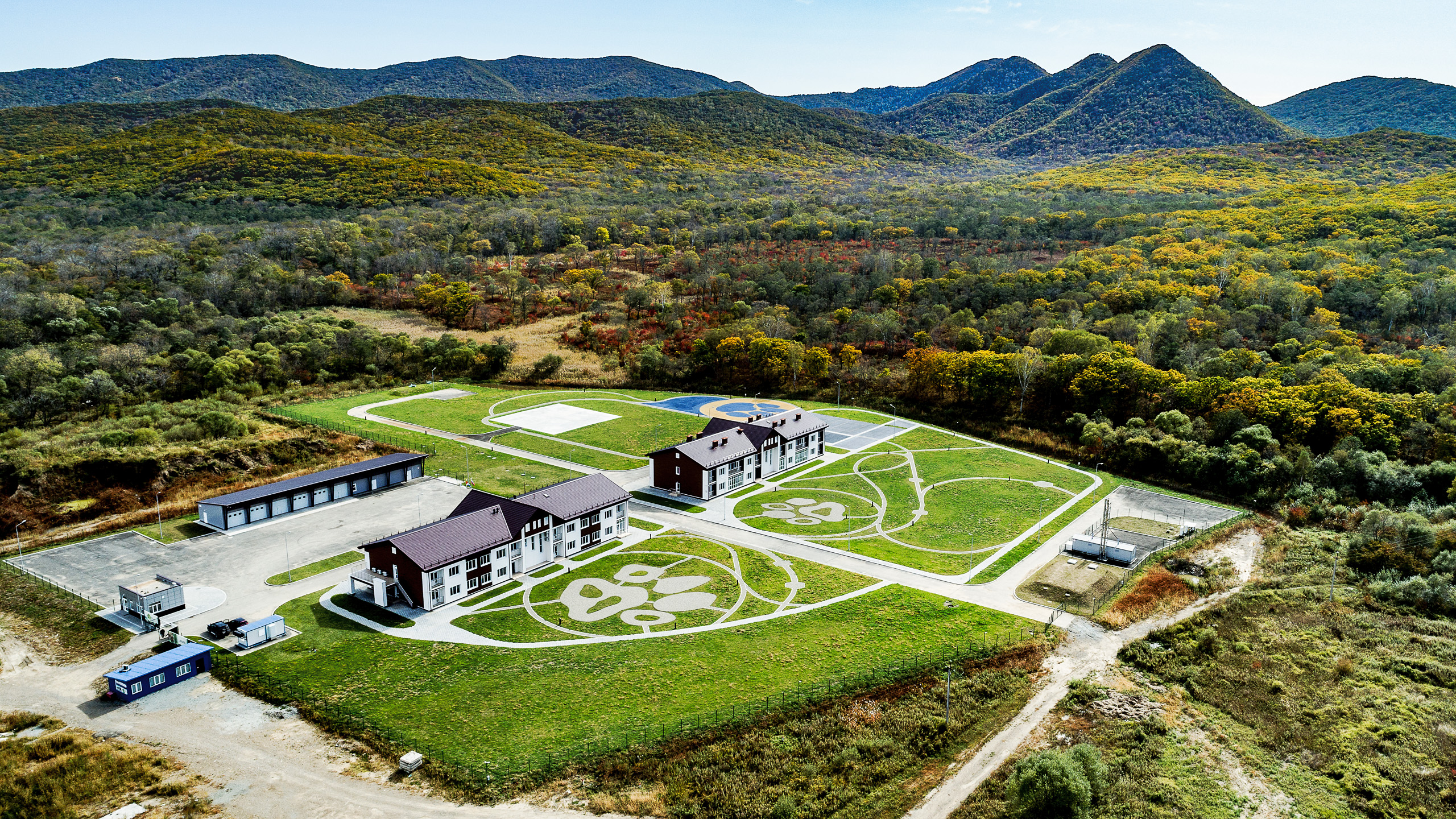
Центральная усадьба национального парка «Земля леопарда» и заповедника «Кедровая падь»

Сотрудники «Земли леопарда» занимаются не только охраной природных комплексов, но и научными исследованиями, изучением и мониторингом единственной сохранившейся популяции дальневосточного леопарда и юго-западной группировки амурского тигра для разработки рекомендаций по их сохранению. Кроме того, «Земля леопарда» ведёт работу по созданию сети туристических маршрутов и экскурсионных троп.
Важнейшим инструментом ученых в изучении дальневосточного леопарда являются фотоловушки. Свыше 420 штук работают на «Земле леопарда» круглосуточно. Пятна на шкуре каждого леопарда образуют свой неповторимый рисунок, который не меняется в течение всей жизни, как отпечатки пальцев у человека. Именно по этому узору ученые отличают одну особь от другой. Каждому леопарду, зафиксированному фотоловушкой, присваивается идентификационный номер, например — Leo 5F. Кроме того, леопардам дают и имена. Так, имя для Leo 5F выбрал руководитель Администрации Президента РФ, председатель Наблюдательного совета АНО «Дальневосточные леопарды» Сергей Иванов. Кошка получила имя Дуня. На «Земле леопарда» живут такие хищники, как Грация, Клеопатра, Лорд и другие.
Помимо защиты территории национального парка от браконьеров и лесных пожаров — главных врагов тигров и леопардов — сотрудники «Земли леопарда» поддерживают кормовую базу этих хищников. В период многоснежья и низких температур подкормка особенно важна, так как копытным достаточно тяжело добывать себе корм самостоятельно — основная энергия расходуется на обогрев и передвижение по глубокому снегу, в то время как на подкормочных площадках всегда есть гарантированный корм. На оборудованных подкормочных площадках чаще всего создают запасы из нескольких видов кормов: зерновые сыпучие (овёс, ячмень, кукуруза, пшеница), грубые (сухое разнотравье — сено, соевая солома со стручками, веточный корм.
По данным последнего исследования, проведенного учеными национального парка совместно с китайскими коллегами, всего в мире в дикой природе есть не менее 80 дальневосточных леопардов, многие из них имеют «двойное гражданство», однако значительная часть популяции находится именно в России, и лишь 10 леопардов ни разу не были на территории Приморского края. В рамках мониторинга в 2016 году было зафиксировано рекордное количество котят дальневосточного леопарда — 16 особей от 9 самок.
В ноябре 2016 года «Земля леопарда» открыла экологическую тропу, по которой посетители могут свободно передвигаться. С 5 марта 2018 года ФГБУ «Земля леопарда» носит имя профессора Николая Воронцова (1934-2000) – доктора биологических наук, крупного организатора науки и политика.
В 2022 году утверждена новая стратегия сохранения дальневосточного леопарда в России, согласно которой к 2030 году численность животных должна достигнуть 150 особей.
На территориях национального парков «Земля леопарда» и заповедника «Кедровая падь», а также Северо-Восточного национального парка тигра и леопарда Китая в 2024 году по соглашению между РФ и КНР создан первый в мире трансграничный резерват «Земля больших кошек». Это позволит провести более точный учёт хищников, которые постоянно мигрируют через границу.
В 2024 году заповедник сообщил, что численность дальневосточных леопардов в России выросла до 129 особей.